# Lijst van voetbalinterlands Estland - Nieuw-Zeeland
Deze lijst van voetbalinterlands is een overzicht van alle officiële voetbalwedstrijden tussen de nationale teams van Estland en Nieuw-Zeeland. De landen speelden tot op heden twee keer tegen elkaar. De eerste wedstrijd, een vriendschappelijk duel, werd gespeeld in Tallinn op 12 oktober 2002. De laatste ontmoeting, eveneens een vriendschappelijke wedstrijd, vond plaats op 31 mei 2006 in Tallinn.

## Wedstrijden
| № | Plaats  | Datum           | Competitie        | Wedstrijd               | Uitslag |
| - | ------- | --------------- | ----------------- | ----------------------- | ------- |
| 1 | Tallinn | 12 oktober 2002 | Vriendschappelijk | Estland – Nieuw-Zeeland | 3 – 2   |
| 2 | Tallinn | 31 mei 2006     | Vriendschappelijk | Estland – Nieuw-Zeeland | 1 – 1   |

## Samenvatting
| Competitie        | Totaal gespeeld | Winst Estland | Gelijk | Winst Nieuw-Zeeland | Doelsaldo Estland – Nieuw-Zeeland |
| ----------------- | --------------- | ------------- | ------ | ------------------- | --------------------------------- |
| Vriendschappelijk | 2               | 1             | 1      | 0                   | 4 − 3                             |
| Totaal            | 2               | 1             | 1      | 0                   | 4 − 3                             |

Wedstrijden bepaald door strafschoppen worden, in lijn met de FIFA, als een gelijkspel gerekend.

## Details

### Eerste ontmoeting
| Vriendschappelijk (Tallinn, Estland, 12 oktober 2002): |              | |
| Estland | 3 – 2        | Nieuw-Zeeland |
| Aivar Anniste 9' Kristen Viikmäe 52' Indrek Zelinski 81' | goals        | 40' Noah Hickey 44' Aaran Lines |
| Arno Pijpers | bondscoach   | Mick Waitt |
| Martin Kaalma Teet Allas 56' Taavi Rähn Sergei Hohlov-Simson Erko Saviauk 56' Martin Reim 56' Aivar Anniste Marko Kristal 69' Kristen Viikmäe Indrek Zelinski 83' Sergei Terehhov 72' | opstellingen | Jason Batty David Mulligan Gavin Wilkinson Chris Zoricich Ivan Vicelich Gerard Davis 74' Glen Collins Noah Hickey Chris Jackson 71' Aaron Lines Vaughan Coveny |
| Andrei Stepanov 56' Urmas Rooba 56' Kert Haavistu 56' Enar Jääger 69' Aleksander Saharov 72' Joel Lindpere 83'                                                                        | wissels      | 71' Brent Fisher 74' Lee Jones |
| - Debuut van Enar Jääger (FC Valga) voor Estland. - Kristen Viikmäe (Estland) mist strafschop in 85ste minuut.                                                                        |              | |

### Tweede ontmoeting
| Vriendschappelijk (Tallinn, Estland, 31 mei 2006): |              | |
| Estland | 1 – 1        | Nieuw-Zeeland |
| Ragnar Klavan 3' | goals        | 27' Danny Hay |
| Jelle Goes | bondscoach   | Ricki Herbert |
| Artur Kotenko Andrei Stepanov Teet Allas Dmitri Kruglov Ragnar Klavan Enar Jääger Joel Lindpere Aleksandr Dmitrijev Kristen Viikmäe 73' Tarmo Neemelo Vjatšeslav Zahovaiko 66' | opstellingen | Ross Nicholson 80' David Mulligan Danny Hay Che Bunce Mike Wilson Ivan Vicelich 63' Raffaele De Gregorio 46' Adrian Webster Chris Bouckenooghe 46' Jarrod Smith 81' Chris Killen |
| Konstantin Vassiljev 66' Sergei Terehhov 73' | wissels      | 46' Jeremy Brockie 46' Leo Bertos 63' Jeremy Christie 80' Andy Barron 81' Vaughan Coveny                                                                                         |
| - Debuut van Konstantin Vassiljev (FC Levadia Tallinn) voor Estland; honderdste interland van Kristen Viikmäe.                                                                 |              | |

EJL · A-internationals · Bondscoaches · Statistieken · Estisch vrouwenelftal · Olympisch elftal · Estland U21 · Estland U20 · Estland U19 · Estland U18 · Estland U17 · Estland U16
1920 – 1929 ·
1930 – 1939 ·
1940 – 1949 ·
1950 – 1990 · 
1990 – 1999 ·
2000 – 2009 ·
2010 – 2019 ·
2020 − 2029
OS 1924
1920 ·
1921 ·
1922 ·
1923 ·
1924 ·
1925 ·
1926 ·
1927 ·
1928 ·
1929 · 
1930 · 
1931 · 
1932 · 
1933 · 
1934 · 
1935 · 
1936 · 
1937 · 
1938 · 
1939 · 
1940 · 
1941 · 
1942 · 
1943 · 1944 · 
1945 · 
1946 · 
1947 · 
1948 · 
1949 · 
1950 – 1990 · 
1991 · 
1992 · 
1993 · 
1994 · 
1995 · 
1996 · 
1997 · 
1998 · 
1999 · 
2000 · 
2001 · 
2002 · 
2003 · 
2004 · 
2005 · 
2006 · 
2007 · 
2008 · 
2009 · 
2010 · 
2011 · 
2012 · 
2013 · 
2014 · 
2015 · 
2016 ·
2017 ·
2018 ·
2019 ·
2020
Albanië ·
Andorra ·
Angola ·
Antigua en Barbuda ·
Argentinië ·
Armenië ·
Azerbeidzjan ·
België ·
Bosnië-Herzegovina ·
Brazilië ·
Bulgarije ·
Canada ·
Chili ·
China ·
Cyprus ·
Denemarken ·
Duitsland ·
Ecuador ·
Egypte ·
El Salvador ·
Engeland ·
Equatoriaal-Guinea ·
Faeröer ·
Fiji ·
Filipijnen ·
Finland ·
Frankrijk ·
Georgië · 
Gibraltar ·
Griekenland ·
Hongarije ·
Hongkong ·
Ierland ·
IJsland ·
Indonesië ·
Irak ·
Israël ·
Italië ·
Jordanië ·
Kazachstan ·
Kirgizië ·
Kroatië ·
Letland ·
Libanon ·
Liechtenstein ·
Litouwen ·
Luxemburg ·
Malta ·
Marokko ·
Mexico ·
Moldavië ·
Montenegro ·
Nederland ·
Nieuw-Caledonië ·
Nieuw-Zeeland ·
Noord-Ierland ·
Noord-Macedonië ·
Noorwegen ·
Oekraïne ·
Oezbekistan ·
Oman ·
Oostenrijk ·
Polen ·
Portugal ·
Qatar ·
Roemenië ·
Rusland ·
Saint Kitts en Nevis ·
San Marino ·
Saoedi-Arabië ·
Schotland ·
Servië ·
Slovenië ·
Slowakije · 
Spanje ·
Tadzjikistan ·
Thailand ·
Trinidad en Tobago ·
Tsjechië ·
Turkije ·
Turkmenistan ·
Uruguay ·
Vanuatu ·
Venezuela ·
Verenigde Arabische Emiraten ·
Verenigde Staten ·
Vietnam ·
Wales ·
Wit-Rusland ·
Zweden ·
Zwitserland
NZF · A-internationals · Bondscoaches · Statistieken · N-Zeelands vrouwenelftal · Olympisch elftal · N-Zeeland U21 · N-Zeeland U20 · N-Zeeland U19 · N-Zeeland U18 · N-Zeeland U17
1920 – 1949 ·
1950 – 1959 ·
1960 – 1969 ·
1970 – 1979 ·
1980 – 1989 ·
1990 – 1999 ·
2000 – 2009 ·
2010 – 2019 ·
2020 − 2029
WK 1982 ·
WK 2010
OS 2008 ·
OS 2012 ·
OS 2020
1922 · 
1923 · 
1924 · 
1925–1926 ·
1927 · 
1928–1932 ·
1933 · 
1934–1935 ·
1936 · 
1937 · 
1938–1945 ·
1946 · 
1947 · 
1948 · 
1949–1950 ·
1951 · 
1952 · 
1953 ·
1954 · 
1955 · 
1956 ·
1957 · 
1958 · 
1959 · 
1960 · 
1961 · 
1962 · 
1963 ·
1964 · 
1965–1966 ·
1967 · 
1968 · 
1969 · 
1970 · 
1971 · 
1972 · 
1973 · 
1975 · 
1976 · 
1977 · 
1978 · 
1979 · 
1980 · 
1981 · 
1982 · 
1983 · 
1984 · 
1985 · 
1986 · 
1987 · 
1988 · 
1989 · 
1990 · 
1991 · 
1992 · 
1993 · 
1994 · 
1995 · 
1996 · 
1997 · 
1998 · 
1999 · 
2000 · 
2001 · 
2002 · 
2003 · 
2004 · 
2005 · 
2006 · 
2007 · 
2008 · 
2009 · 
2010 · 
2011 · 
2012 · 
2013 ·
2014 ·
2015 ·
2016 ·
2017 ·
2018 ·
2019 ·
2020 ·
2021 ·
2022 ·
2023 ·
2024
Australië ·
Bahrein ·
Botswana ·
Brazilië ·
Canada ·
Chili ·
China ·
Colombia ·
Congo-Kinshasa ·
Cookeilanden ·
Costa Rica ·
Curaçao ·
Duitsland ·
Egypte ·
El Salvador ·
Engeland ·
Estland ·
Fiji ·
Frankrijk ·
Gambia ·
Georgië ·
Ghana ·
Griekenland ·
Honduras ·
Hongarije ·
Ierland ·
India ·
Indonesië ·
Irak ·
Iran ·
Israël ·
Italië ·
Jamaica ·
Japan ·
Jordanië ·
Kenia ·
Koeweit ·
Libanon ·
Litouwen ·
Maleisië ·
Marokko ·
Mexico ·
Myanmar ·
Nieuw-Caledonië ·
Noord-Ierland ·
Noorwegen ·
Oezbekistan ·
Oman ·
Papoea-Nieuw-Guinea ·
Paraguay ·
Peru ·
Polen ·
Portugal ·
Qatar ·
Rusland ·
Salomonseilanden ·
Samoa ·
Saoedi-Arabië ·
Schotland ·
Servië ·
Singapore ·
Slovenië ·
Slowakije ·
Soedan ·
Sovjet-Unie ·
Spanje ·
Tahiti ·
Taiwan ·
Tanzania ·
Thailand ·
Trinidad en Tobago ·
Tunesië ·
Turkije ·
Uruguay ·
Vanuatu ·
Venezuela ·
Verenigde Arabische Emiraten ·
Verenigde Staten ·
Wales ·
Wit-Rusland ·
Zuid-Afrika ·
Zuid-Korea ·
Zuid-Vietnam ·
Zweden
Italië (2010) ·
Schotland (1982) · 
Slowakije (2010)